# Mineração de urânio

Mineração de urânio em 2013, por país.

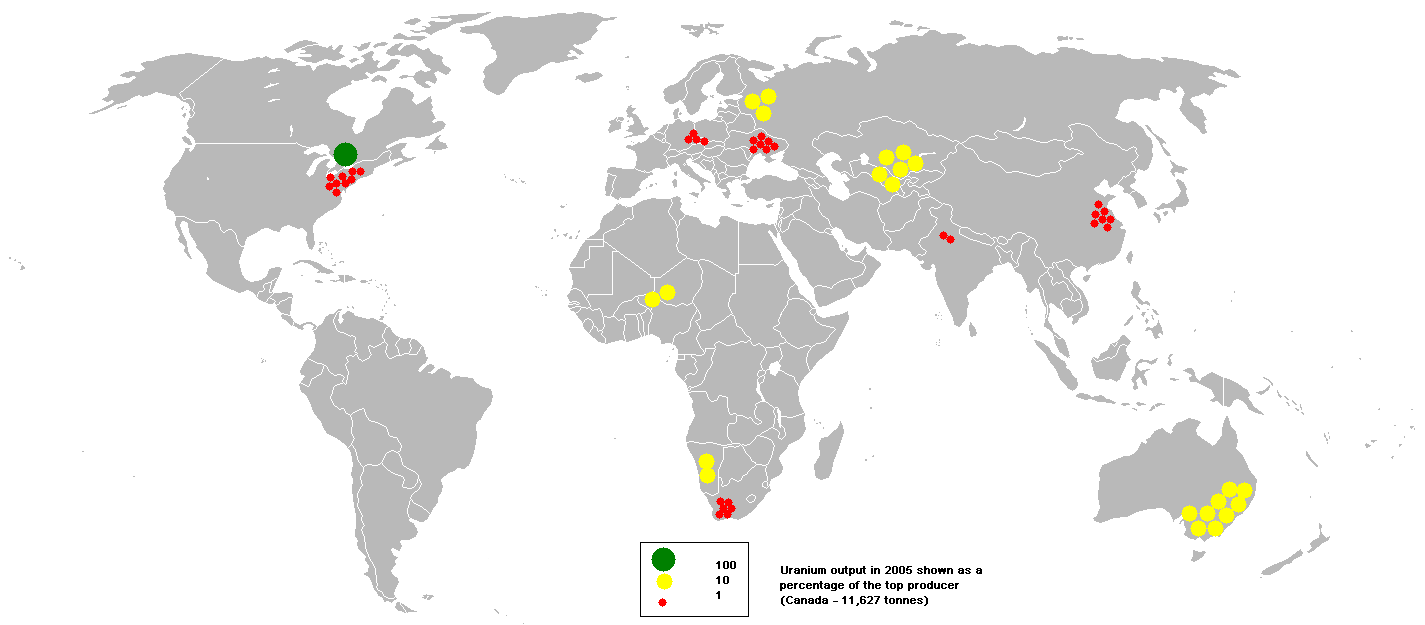
Produção mundial de urânio em 2005.

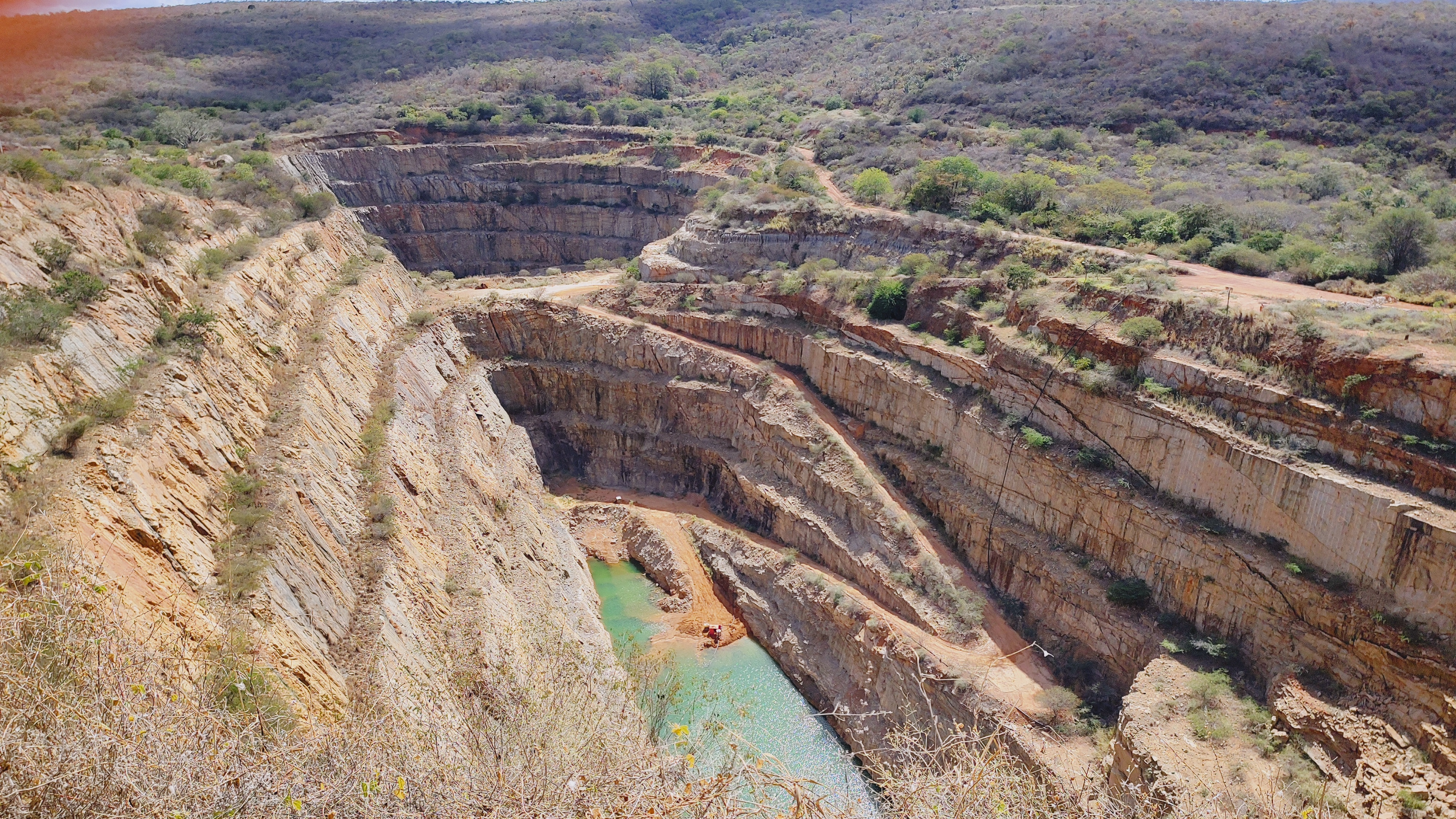
Mina Cachoeira, a céu aberto, da INB (desativada), em Caetité, Bahia.

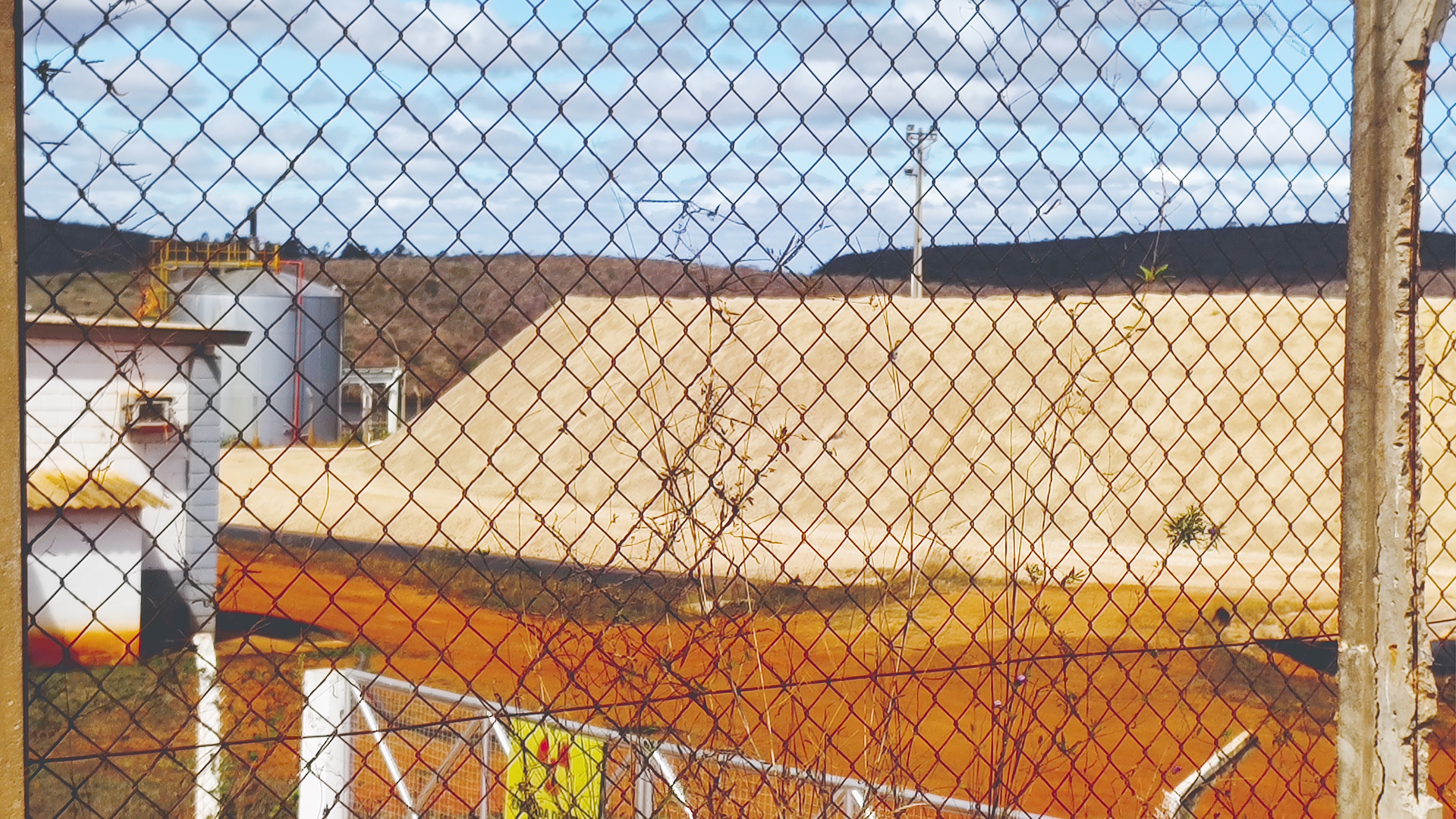
Unidade de Concentrado de Urânio, INB, em Caetité

A mineração de urânio retira minério de urânio do solo para processamento. Cazaquistão, Canadá e Austrália são os três maiores produtores e juntos respondem por 64% da produção mundial de urânio. O urânio da mineração é usado principalmente como combustível para usinas nucleares . Estudos de saúde e ambientais mostram que a exposição à radiação representa um risco para os mineradores de urânio. Em 1990, o Congresso aprovou uma legislação para ajudar as pessoas afetadas pela mineração. Em julho de 2014, o preço do concentrado de urânio permaneceu perto de uma baixa de cinco anos, o preço do urânio caiu mais de 50% em relação ao preço de pico em janeiro de 2011 e refletiu a perda de demanda após o desastre nuclear de Fukushima em 2011. Alguns planos para novas minas e expansão de minas foram adiados.

## Contexto
A produção mundial de urânio em 2012 foi de 58 000 toneladas . Cazaquistão, Canadá e Austrália são os três maiores produtores e juntos respondem por 64% da produção mundial de urânio. Outros importantes países produtores de urânio são Níger, Namíbia, Rússia, Uzbequistão, Estados Unidos, China e Malawi.
O urânio da mineração é usado principalmente como combustível para usinas nucleares . Os minérios de urânio são normalmente processados pela moagem dos materiais de minério até um tamanho de partícula uniforme e, em seguida, tratando o minério para extrair o urânio por lixiviação química. O processo de moagem comumente produz pó seco que consiste em urânio natural, o bolo amarelo, que é vendido no mercado de urânio como U3O8 .

## Meio Ambiente
Em 1950, o serviço de saúde pública dos EUA iniciou um estudo abrangente sobre mineradores de urânio, levando à primeira publicação de uma correlação estatística entre câncer e mineração de urânio, lançada em 1962. O governo federal finalmente regulamentou a quantidade padrão de radônio nas minas, estabelecendo o nível em 0,3 WL em 1º de janeiro de 1969. 
Dos 50 locais atuais e antigos de moagem de urânio em 12 estados, 24 foram abandonados e são de responsabilidade do Departamento de Energia dos EUA. As liberações acidentais de usinas de urânio incluem o vazamento da usina de urânio Church Rock em 1979 no Novo México, considerado o maior acidente de lixo nuclear na história dos Estados Unidos, e a liberação de combustíveis da Sequoyah Corporation em 1986 em Oklahoma.
Em 1990, o Congresso aprovou a Lei de Compensação de Exposição à Radiação (RECA), concedendo compensação (direito) aos afetados pela mineração, com emendas aprovadas em 2000 para abordar as críticas à lei original.

## Economia
Em julho de 2014, o preço do concentrado de urânio permaneceu perto de uma baixa de cinco anos, o preço do urânio caiu mais de 50% em relação ao preço de pico em janeiro de 2011 e refletiu a perda da demanda japonesa após o desastre nuclear de Fukushima em 2011. Por causa dos preços baixos contínuos, em fevereiro de 2014, a mineradora Cameco adiou os planos de expandir a produção das minas canadenses existentes, embora continuasse trabalhando para abrir uma nova mina em Cigar Lake. Também em fevereiro de 2014, a Paladin Energy suspendeu as operações em sua mina no Malawi, alegando que a operação de alto custo estava perdendo dinheiro aos preços atuais.